# Puidoux
Puidoux é uma comuna da Suíça, situada no distrito do Lavaux-Oron, no cantão de Vaud. Tem 22,86 km² de área e sua população em 2018 foi estimada em 2.878 habitantes.